# Tress MacNeille
Teressa Claire Payne o Tress MacNeille (Chicago, Illinois, 20 de junio de 1951) es una actriz de voz estadounidense, conocida por dar voz a personajes de series de televisión de dibujos animados como Los Simpson, Futurama, Rugrats, All Grown Up!, Tiny Toon Adventures, Mickey Mouse Works, House of Mouse y Animaniacs.

## Vida y trabajo
Sus papeles más destacados en Los Simpson son Agnes Skinner, Brandine Spuckler y Lindsey Naegle, mientras que su interpretación de Mamá es la más destacada de sus papeles en Futurama. En 1999, se convirtió en la voz de Daisy en ocasiones donde una de las anteriores no pudo interpretarlo.
MacNeille también ha aportado su voz en numerosas series de televisión y dibujos animados como Chip & Dale's Rescue Rangers y Tiny Toon Adventures, así como el doblaje en inglés de traducciones de anime. También es la voz de Leon en Lilly the Witch.
MacNeille cantó y apareció en el vídeo musical (como Lucille Ball) con "Weird Al" Yankovic en su canción, "Ricky", que estaba basada en el programa de televisión I Love Lucy y parodiaba la canción "Mickey". MacNeille también apareció en el álbum de 1999 de Yankovic Running with Scissors en Jerry Springer.

## Personajes interpretados

### EnLos Simpson
- Agnes Skinner
- Lindsey Naegle
- Dolph
- Brandine Spuckler
- Cookie Kwan
- Ms. Albright
- Mrs. Glick
- Bernice Hibbert
- Brunella Pommelhorst
- Poor Violet
- Eleanor Abernathy
- Gino Terwilliger
- Lunchlady Doris
- Manjula Nahasapeemapetilon
- Belle, la madame en Bart After Dark
- Madre de Nelson Muntz.
- Plopper, el cerdo de Homer Simpson en Los Simpson: la película
- Colin, el novio de Lisa Simpson en Los Simpson: la película
- Cora
- Audrey McConnell
- Erik
- Sarah Wiggum
- Dame Judith Underdunk Madre de Sideshow Bob.
- Harry Potter
- Otros personajes

## Como LaPata Daisy
- Mickey Mouse Works
- House of Mouse
- La Casa de Mickey Mouse
- Mickey Mouse: Aventuras sobre ruedas
- Mickey Mouse Funhouse
- Mickey Mouse
- El Maravilloso Mundo de Mickey Mouse
- Mickey, Donald, Goofy: The Three Musketeers
- Mickey's Twice Upon a Christmas
- Mickey's Magical Christmas

## Como Babsy Bunny
- Tiny Toons
- Tiny Toons: Vacaciones de Primavera
- Tiny Toons: Cómo pasé mis vacaciones.
- Tiny Toons: Cuentos de terror
- El Maravilloso Especial de Navidad de los Tiny Toons